# Frank Séchehaye

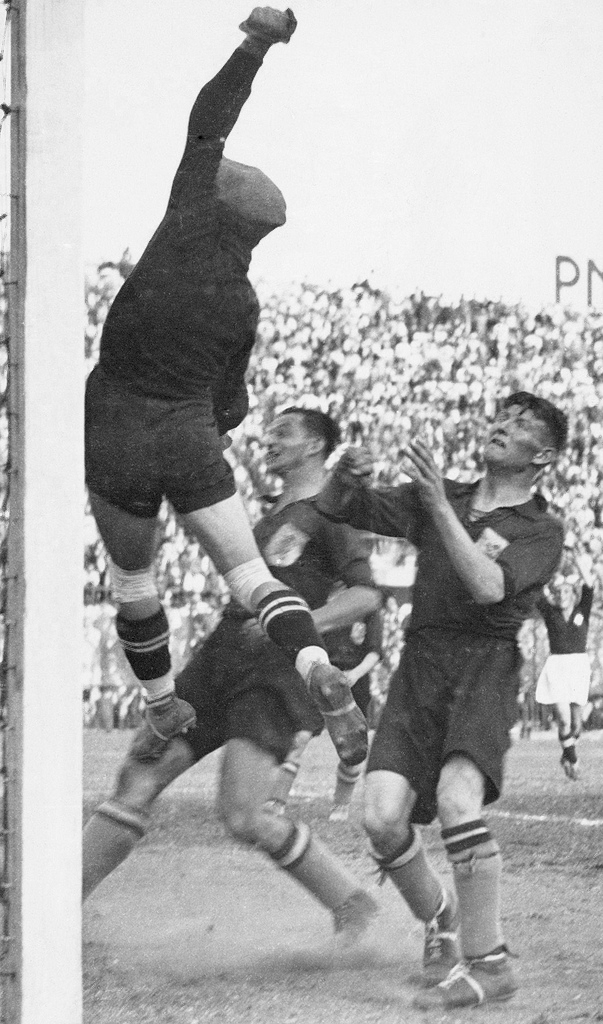
«Frankie» im Spiel gegen die Niederlande 1934. Mit im Bild Beb Bakhuys (Mitte) und Kick Smit (rechts).

Frank Séchehaye, Rufname «Frankie» (* 3. November 1907 in Genf; † 13. Februar 1982 in Lausanne), war ein Schweizer Fussballtorhüter und Automobilrennfahrer. Er absolvierte von 1927 bis 1935 37 Länderspiele für die Schweizer Fussballnationalmannschaft.

## Laufbahn

### Vereine, 1921 bis 1937
Als Sohn eines Schweizer Arztes und Missionars verbrachte Frank Séchehaye einen Grossteil seiner Kindheit im heutigen Mosambik, wo er bereits seine Leidenschaft für den Fussball entdeckte. Nach der Rückkehr in die Schweiz meldete sich der 14-Jährige in der Jugendmannschaft des FC Thonex, des späteren CS Chênois, an. Bereits mit 16 Jahren spielte er bei Étoile Carouge in der damals regional aufgeteilten obersten Spielklasse und gehörte mit 17 Jahren dem Nationalmannschaftskader an. Noch nicht 20-jährig, gab er am 17. April 1927 beim Länderspiel in Santander gegen Spanien seinen Einstand in der «Nati». Neben dem Talent verhalfen zu dieser Leistungsentwicklung auch seine persönlichen Trainingsmethoden: Er hatte im elterlichen Garten in Genf einen Graben ausgehoben, über den er mehrere Stunden am Tag hechtete, um seine Sprungkraft als Torhüter zu verbessern. Daneben arbeitete er akribisch an der Kunst des Stellungsspiels, um dadurch den Schusswinkel zu verkleinern.
Seine besondere Vorgehensweise im Training befähigte den Torhüter, durch vorgetäuschte Reaktionen die Stürmer zu vorzeitiger und von ihm gewünschter Schussabgabe zu verleiten. Er blieb nicht auf der Linie stehen und schaltete sich direkt in das Spiel mit ein. Er war weit mehr als nur Dirigent der Abwehr, und seine weiten Abwürfe brachten die Feldspieler sofort mit gut kontrollierbaren Bällen in das Aufbauspiel. Neben seinen überdurchschnittlichen sportlichen Qualitäten zeichneten ihn auch die Eleganz seiner Paraden und Sinn für gepflegte Sportkleidung aus. Mit seiner in die Stirn gezogenen Mütze, dem schwarzen Rollkragenpullover und dem weissen Gurt um die Taille war er noch stilbildend für spätere Keepergenerationen.
Zur Runde 1929/30 unterschrieb der Nationaltorhüter von Étoile Carouge beim Club Français Paris (CF), wechselte nach Frankreich und gewann mit CF die Meisterschaft von Paris. In seinem zweiten Jahr bei den Rosa-Schwarzen setzte er sich im Coupe de France 1930/31 erfolgreich durch und gewann am 3. Mai 1931 im Colombes in Paris den Final mit 3:0 Toren gegen Sports Olympiques Montpelliérains.
Nach zwei Runden kehrte er in die Schweiz zurück und schloss sich der Mannschaft von Trainer Karl Rappan, Servette FC Genève, an. 1933 und 1934 feierte er mit den Granatroten den zweimaligen Meisterschaftsgewinn in der Schweiz. Als zur Runde 1933/34 erstmals eine schweizweit ausgetragene Ganzjahresmeisterschaft durchgeführt wurde, stürmte der schnelle und schussgewaltige Georges Aeby am linken Flügel, und «Frankie» hatte grossen Anteil am Torverhältnis von 100:29 Toren, mit denen 49 Punkte erreicht und der Hauptkonkurrent GC Zürich in 30 Spieltagen mit drei Punkten Vorsprung auf Distanz gehalten werden konnte. Trainer Karl Rappan lief noch in der Verteidigung auf, und Mittelstürmer Leopold Kielholz stellte mit 40 Toren einen Rekord für die Ewigkeit auf. Vizemeister GC – André Abegglen, Severino Minelli, Oskar Rohr, Sirio Vernati – holte sich aber am 2. April 1934 durch einen 2:0-Erfolg gegen Servette den Schweizer Cup und verhinderte damit das Double von Séchehaye und Kollegen.
Nach der Fussballweltmeisterschaft 1934 wechselte Séchehaye während der Herbstserie zu Lausanne-Sports und feierte 1935 mit der Mannschaft aus dem Stade Olympique de la Pontaise auf Anhieb das Double. Den Schweizer Cup holte sich Lausanne mit einem 10:0-Erfolg im Final gegen Nordstern Basel, wobei sich Torjäger Willy Jäggi als fünffacher Torschütze auszeichnete. Als im Spieljahr 1935/36 die Titelverteidigung in der Nationalliga A mit drei Punkten Vorsprung vor Vizemeister Young Fellows Zürich gelang, kassierte Torhüter Séchehaye in 26 Rundenspielen lediglich 23 Gegentore.
Am 22. Dezember 1936 zog sich der elegante Cerberus – er zählt auch heute noch zu den besten Torhütern der Schweizer Fussballgeschichte – im Meisterschaftsspiel gegen FC La Chaux-de-Fonds eine schwerwiegende Knieverletzung (Meniskus) zu und konnte danach kein Rundenspiel mehr für Lausanne bestreiten. Ohne den überragenden Abwehrdirigenten fielen die blau-weissen Waadtländer auf den achten Tabellenrang zurück und wurden auch im Cupfinal am 29. März 1937 durch GC Zürich – André Abegglen, Alfred Bickel, Severino Minelli, Hermann Springer, Sirio Vernati – mit 0:10 Toren deklassiert.
Zur Runde 1937/38 unternahm Séchehaye im 10 km westlich von Lausanne gelegenen Morges, beim dortigen FC Forward, den Versuch, als Spielertrainer seine Aktivität fortzusetzen, doch chronische Kniebeschwerden zwangen ihn Ende 1937 zur vorzeitigen Beendigung seiner Spielerlaufbahn.
In späteren Jahren übte er das Traineramt bei Lausanne-Sports, Servette Genf und beim FC Sion aus. Seine Erfahrung gab er als Torhütertrainer weiter an den Nachwuchs – allen voran an seinen Schüler, den späteren Nationaltorhüter Erich Burgener (64 Länderspiele von 1973 bis 1986). Er war Vorbild vieler Schweizer Ballfänger.
Nach dem frühzeitigen Ende seiner Spielerlaufbahn übte Séchehaye neben seiner Trainertätigkeit und dem Betreiben eines Restaurants in Lausanne auch den Automobilsport aus. 1949 trat er mit einem privat gemeldeten Maserati bei einigen Formel-1-Rennen an, darunter dem Grossen Preis der Schweiz, dem Gran Premio di San Remo und dem Grand Prix de Lausanne, in denen er jedoch jeweils wegen technischer Defekte vorzeitig ausschied. Bestes Resultat war ein dritter Platz beim rein national besetzten Rennen um den Preis der Ostschweiz in Erlen  hinter seinen Landsmännern Toulo de Graffenried und Richard Ramseyer.

### Nationalmannschaft, 1927 bis 1935
Die Torhüterleistung beim Debüt des 19-Jährigen in der «Nati» am 17. April 1927 in Santander bei der 0:1-Niederlage gegen Spanien war so herausragend, dass sein Gegenüber Ricardo Zamora, damals der berühmteste Torhüter der Welt, nach dem Schlusspfiff über das gesamte Spielfeld lief, um dem Spieler von Étoile Carouge zu gratulieren. «Frankie» Séchehaye nahm 1928 am Olympiaturnier in Amsterdam und 1934 an der Fussball-Weltmeisterschaft 1934 in Italien teil. Das Spiel am 28. Mai bei Olympia 1928 gegen Deutschland war sein achter Länderspieleinsatz. Richard Hofmann erzielte beim 4:0-Erfolg der Mannschaft von Reichstrainer Otto Nerz drei Tore und die von dem Engländer Teddy Duckworth betreuten Eidgenossen – Rudolf Ramseyer, Willy Jäggi, Max Abegglen– hatten keine Chance. Durch sein zweijähriges Intermezzo von 1929 bis 1931 bei Français Paris wurde seine Nationalmannschaftskarriere unterbrochen, und sein Comeback kam erst wieder am 6. Dezember 1931 in Brüssel, nach seiner Rückkehr in die Schweiz, beim Spiel gegen Belgien zustande.
Die Fussballweltmeisterschaft 1934 in Italien eröffnete die Schweiz am 27. Mai 1934 in Mailand mit einem 3:2-Sieg gegen die Niederlande. «Frankies» Vereinskollege Leopold Kielholz war zweifacher Torschütze. Im Viertelfinal traf die Schweiz am 31. Mai in Turin auf die Tschechoslowakei. Das Spiel wurde auf hohem Niveau ausgetragen und war geprägt von überragenden Torhüterleistungen durch Frank Séchehaye und František Plánička. Oldřich Nejedlý entschied mit einem Treffer in der 82. Minute zum 3:2 die Partie für den späteren Finalisten.
Mit seinem 37. Länderspieleinsatz am 10. November 1935 in Budapest gegen Ungarn endete die Laufbahn von Séchehaye in der «Nati».